# Книшук Данило Михайлович
Данило Михайлович Книшук (нар. 2 грудня 1978, м. Київ) — український скульптор. Син Михайла Книшука.

## Життєпис
Данило Книшук народився 2 грудня 1978 року в Києві.
Навчався в Івано-Франківській художній школі та Івано-Франківському фізико-технічному ліцеї. Закінчив Івано-Франківський університет нафти й газу, Національну академію образотворчого мистецтва і архітектури (2012).
Від 2000 — на творчій роботі.

## Доробок
Автор:
- проєкту «Відомі постаті України», до якого увійшли погруддя Пантелеймона Куліша[2], Лесі України[5], Івана Франка[6], Андрея Шептицького[7], Івана Марчука[8], Євгена Станковича[9], Валентина Сильвестрова[10], Мирослава Скорика[11], Богдана Козака, Любомира Гузара[11], Мирослава Поповича[11], Степана Пушика[12], Ліни Костенко[11], Івана Малковича[11], Дмитра Павличка[джерело?], Богдана Ступки[13], Василя Ломаченка[11], Володимира Кличка[11], Леся Задніпровського[6], Валерія Козлова[6], Сергія Жадана[6], Остапа Ступки[6], Дмитра Ткаченка[6], Олександра Печериці[6], Світлани Стоян[6], Тетяни Олексенко-Жирко[6], Наталії Ярошенко[6], Павла Піскуна[6], Олега Виноградова[6], Ігоря Рудника[6], Ніни Скочко[6], Василя Якимовича[6];
- пам'ятника Тарасові Шевченку та Небесній Сотні в смт Обертин Івано-Франківського району (2016)[14][15][16][1];
- модель пам'ятника Святому Папi Римському Івану Павлу II в м. Івано-Франківськ (2012)[3][17][18];
- скульптури святого Миколая в с. Тишківці Городенківського району[2];
- скульптури Святої Анни в м. Перемишляни Львівського району[2];
- статуй Пречистої Діви Марiї та Iсуса Христа[19].

Персональні виставки в Івано-Франківську (2019, 2020), Галичі (2021), Львові (2021, 2022, 2023), Винниках (2022).